# Рустамова Холбуві
Холбуві Рустамова (12 вересня 1951, кишлак Хайробот Джизацького району, тепер Джиззацька область, Узбекистан — 24 березня 2017, Джиззацька область, Узбекистан) — радянська державна діячка, новатор виробництва, бригадир бавовницької бригади радгоспу імені Ульянова Джизацької області Узбецької РСР. Кандидат у члени ЦК КПРС у 1981—1986 роках.

## Життєпис
Народилася в селянській родині.
У 1970—1975 роках — медична сестра Джизацької обласної лікарні Узбецької РСР.
З квітня 1975 року — слюсар, бригадир комсомольської молодіжної бавовницької бригади радгоспу імені Ульянова села Навбахор Пахтакорського району Джизацької області Узбецької РСР.
Член КПРС з 1977 року.
У 1981 році закінчила Ташкентський сільськогосподарський інститут, вчений агроном.
На 1999—2017 роки — голова фермерського господарства «Нодірабегім» Пахтакорського району Джиззацької області Узбекистану.
Померла 24 березня 2017 року.

## Нагороди і звання
- орден Трудового Червоного Прапора
- орден «Знак Пошани»
- медалі
- Лауреат премії Ленінського комсомолу